# Fiordaliza Cofil
Fiordaliza Cofil, née le 27 octobre 2000, est une athlète dominicaine spécialiste du sprint. Après le titre aux Championnats ibéro-américains 2022, elle fait une nouvelle fois partie de l'équipe qui remporte le titre mondial sur le 4 x 400 m mixte.

## Carrière
En 2021, elle participe aux Jeux panaméricains juniors où elle rafle trois médailles : l'or sur le 400 m et le bronze sur le 200 m ainsi que sur le 4 x 400 m mixte.
Aux Championnats du monde 2022, Cofil fait partie de l'équipe qui remporte le titre sur le 4 x 400 m mixte avec Marileidy Paulino, Lidio Andrés Feliz et Alexander Ogando.
En 2023, elle est interdite de participation par World Athletics, la Fédération Internationale, aux championnats du monde à Budapest à la suite d'une présence naturelle trop élevée de testostérone, situation similaire aux cas de Caster Semenya, Beatrice Masilingi ou encore Francine Niyonsaba.

## Palmarès
| Date | Compétition                              | Lieu         | Place  | Course          | Temps         |
| ---- | ---------------------------------------- | ------------ | ------ | --------------- | ------------- |
| 2018 | Jeux d'Amérique centrale et des Caraïbes | Barranquilla | 2e     | 400 m           | 52 s 72       |
| 2018 | Jeux d'Amérique centrale et des Caraïbes | Barranquilla | 4e     | 4 x 400 m       | 3 min 33 s 64 |
| 2018 | Championnats du monde juniors            | Tampere      | 7e     | 4 x 400 m       | 3 min 34 s 9  |
| 2021 | Championnats NACAC espoirs               | San José     | 1re    | 200 m           | 23 s 89       |
| 2021 | Championnats NACAC espoirs               | San José     | 3e     | 400 m           | 53 s 83       |
| 2021 | Jeux panaméricains juniors               | Cali         | 3e     | 200 m           | 23 s 46       |
| 2021 | Jeux panaméricains juniors               | Cali         | 1re    | 400 m           | 52 s 10       |
| 2021 | Jeux panaméricains juniors               | Cali         | 4e     | 4 x 100 m       | 44 s 86       |
| 2021 | Jeux panaméricains juniors               | Cali         | 3e     | 4 x 400 m mixte | 3 min 28 s 28 |
| 2022 | Championnats ibéro-américains            | La Nucia     | 2e     | 400 m           | 50 s 64       |
| 2022 | Championnats ibéro-américains            | La Nucia     | 1re    | 4 x 100 m       | 43 s 81       |
| 2022 | Championnats ibéro-américains            | La Nucia     | 3e     | 4 x 400 m       | 3 min 33 s 41 |
| 2022 | Championnats du monde                    | Eugene       | 6e     | 400 m           | 50 s 57       |
| 2022 | Championnats du monde                    | Eugene       | 1re    | 4 x 400 mixte   | 3 min 9 s 82  |
| 2023 | Jeux d'Amérique centrale et des Caraïbes | San Salvador | 3e     | 200 m           | 23 s 07       |
| 2023 | Jeux d'Amérique centrale et des Caraïbes | San Salvador | finale | 400 m           | DQ            |
| 2023 | Jeux d'Amérique centrale et des Caraïbes | San Salvador | 1re    | 4 x 400 mixte   | 3 min 14 s 81 |